# CCCP - Fedeli alla linea
I CCCP - Fedeli alla linea sono un gruppo musicale punk rock italiano, attivo dal 1982 al 1990, e nuovamente a partire dal 2023, considerato tra i più importanti e influenti nella scena musicale europea degli anni ottanta.
I loro testi e la loro musica hanno influenzato e ispirato diversi gruppi musicali italiani nei decenni successivi, tra cui Le luci della centrale elettrica, i Linea 77, i Management, i Marlene Kuntz, i Massimo Volume, i Ministri, gli Offlaga Disco Pax e altri artisti del rock alternativo.
I loro brani sono inoltre stati eseguiti da artisti quali Modena City Ramblers, Subsonica, Nada, Jolaurlo, La Crus, Tre Allegri Ragazzi Morti, Bologna Violenta, Gianna Nannini, Måneskin.
Autodefinitosi un gruppo di "musica melodica emiliana" e di "punk filosovietico", vennero fondati nel 1982 a Berlino Ovest, dall'incontro tra il chitarrista Massimo Zamboni e il futuro cantante/leader del gruppo Giovanni Lindo Ferretti, entrambi originari della provincia di Reggio Emilia, e si sciolsero in Italia nel 1990, in contemporanea alla riunificazione tedesca, dopo avere incluso nel gruppo alcuni ex componenti dei Litfiba.
Il loro nome, CCCP, pronunciato "ci-ci-ci-pì", come si legge in italiano, è l'equivalente della sigla russa SSSR, in alfabeto cirillico Союз Советских Социалистических Республик, (traslitterato Sojuz Sovetskich Socialističeskich Respublik), che designa l'Unione delle Repubbliche Socialiste Sovietiche.
Il "secondo nome" Fedeli alla linea deriva da una conversazione tra Massimo Zamboni e un doganiere della Germania Ovest, durante una chiacchierata Zamboni gli disse che il loro gruppo si chiamava “CCCP”, al che il doganiere si mise sull'attenti rispondendo “der Linie treu” (Fedeli alla linea): piacque molto ai CCCP e lo aggiunsero come secondo pezzo del nome.
Dopo lo scioglimento avvenuto nel 1990 alcuni ex membri dei CCCP, nel 1992, hanno formato il gruppo CSI.

## Storia

### Le origini (1981-1983)
(Giovanni Lindo Ferretti)
La storia del gruppo ha inizio a Berlino nel 1981, dove Giovanni Lindo Ferretti e Massimo Zamboni si incontrano per la prima volta, grazie alla coinquilina del primo e amica del secondo che li fece conoscere. Il primo aveva fatto parte di Lotta Continua ed era stato operatore psichiatrico.
Ferretti e Zamboni, insieme a Zeo Giudici, rispettivamente voce, chitarra e batteria, formano un gruppo chiamato MitropaNK. L'estate successiva la formazione viene completata con l'ingresso di Umberto Negri al basso, già precedentemente nei Frigo assieme a Zamboni. Con questa formazione, negli ultimi mesi del 1982 viene fondato il gruppo, al ritorno da un altro viaggio a Berlino, e dopo un concerto a Carpi con il nome provvisorio di Ex MitropaNK. Il successivo nome del gruppo, CCCP, deriva dall'aspetto latino dei caratteri cirillici che indicano l'Unione sovietica (in russo Сою́з Сове́тских Социалисти́ческих Респу́блик, СССР?, Sojúz Sovétskich Socialistíčeskich Respúblik, SSSR). Entro pochi mesi però il batterista lascia e viene sostituito con una drum machine.
(Umberto Negri, 2017)
In questo periodo la loro sala prove, il centro di tutta la creatività che darà vita all'immaginario, all'estetica e al suono dei CCCP è la casa di Giovanni Lindo Ferretti a Fellegara.
Dall'uscita di Zeo Giudici all'arrivo di Ringo De Palma nel 1990, solo una volta i CCCP suoneranno con un batterista: precisamente al concerto del 1º maggio 1983, a Castelnovo ne' Monti, in tale occasione la batteria fu suonata da Mirka "Il Capo" Morselli, che era allora la presidente del Tuwat.
(Giovanni Lindo Ferretti)
Nel 1983 realizzano il demo Demo 1983, comprendente cinque brani. Il terzetto inizia a suonare nei locali e nelle feste emiliane; tra novembre e dicembre 1983 torna in Germania, soprattutto a Berlino in locali come il Kob e lo Spectrum.
Durante l'attività a Berlino, il gruppo subisce l'influenza dalla scena industrial locale, in primis degli Einstürzende Neubauten di Blixa Bargeld, e fa conoscenza con la zona orientale e la comunità islamica della città.
Nella primavera-estate del 1984 si allarga con l'entrata della "benemerita soubrette" Annarella Giudici (sorella di Zeo) e del performer Danilo Fatur, "artista del popolo", insieme costituiranno l'aspetto più scenico e teatrale dei CCCP. Arriva anche Silvia Bonvicini, voce corista e soubrette, che rimarrà nel gruppo fino al 1985.

### Le prime incisioni (1984-1985)
Nel 1984 esce Ortodossia, il primo singolo, prodotto dall'etichetta indipendente bolognese Attack Punk Records. Le tre tracce sono: Live in Pankow, Spara Jurij e Punk islam. L'anno dopo viene pubblicato l'EP Ortodossia II, contenente le medesime tracce più una quarta traccia, Mi ami?. Sempre nel 1985 pubblicano un altro EP, Compagni, cittadini, fratelli, partigiani, che comprende quattro nuove canzoni: Militanz, Sono come tu mi vuoi, Morire, Emilia paranoica.
I due EP vengono prodotti con scarse disponibilità di denaro e strumenti, in una sala d'incisione improvvisata nelle vicinanze di una linea del tram cittadino, il cui rumore al passaggio porterà al gruppo notevoli fastidi. È in queste difficili condizioni che i CCCP incidono il primo disco.

### Affinità-divergenzee il passaggio alla Virgin (1986-1988)
È il 1986 quando esce il primo album del gruppo: 1964-1985 Affinità-divergenze fra il compagno Togliatti e noi - Del conseguimento della maggiore età. Un disco considerato da alcuni critici tra i massimi capolavori del rock italiano, nonché una pietra miliare del punk a livello europeo. Contiene le versioni remixate di Mi ami? ed Emilia paranoica, e canzoni simbolo della storia del gruppo quali Trafitto, Io sto bene e Morire, i cui testi sono diventati dei veri e propri slogan del movimento punk, questo per dimostrare quanto la band cominciasse a diventare influente in Italia e in tutta Europa. L'album vende benissimo e poco dopo avviene il passaggio della band a una major: Ferretti e soci infatti firmano un contratto con la Virgin Dischi abbandonando quindi la Attack Punk Records e con le accuse, da parte dei fans, di una eccessiva commercializzazione che va contro le ideologie del punk e che portò a definirli "CCCP Fedeli alla Lira".
In questo periodo tengono un mitico concerto a Buja in provincia di Udine; anche in questo contesto emerge un disappunto da parte di alcuni fan per via del loro passaggio alla nuova etichetta, con tanto di esposizione di striscioni.
Intanto nell'autunno del 1985 il bassista Umberto Negri esce dal gruppo e viene rimpiazzato, nel 1986, da Ignazio Orlando, fonico di studio sin dalla registrazione di Ortodossia
(Giovanni Lindo Ferretti)
Nel 1987 escono il singolo Oh! Battagliero e il secondo album, Socialismo e barbarie, quest'ultimo realizzato con un budget certamente più importante di quello dell'album d'esordio. Il titolo ribalta la frase "socialismo o barbarie", diffusa in molti autori comunisti, secondo i quali nel futuro gli unici esiti possibili saranno l'instaurazione della società socialista o la barbarie. Nell'album si possono notare le forti influenze della cultura filo-sovietica sul gruppo che si manifestano nelle canzoni A ja ljublju SSSR e Manifesto dove Ferretti urla la famosa frase "I soviet più l'elettricità, non fanno il comunismo", rovesciando il famoso motto di Lenin. La canzone Tu menti è un attacco al punk dei Sex Pistols, nonché un tributo alla massima icona del movimento Sid Vicious. Con il brano Per me lo so partecipano come ospiti alla trasmissione di Enzo Tortora e Dario Argento intitolata Giallo, esibendosi sulla Via Tiburtina di Roma in una dissacrante performance al fianco della caratterista Franca Scagnetti per poi essere intervistati proprio da Argento: si tratta di una delle pochissime apparizioni televisive promozionali della band.
Nel 1987 i CCCP realizzano il primo, e unico, spettacolo teatrale: Allerghia. Atto unico di confusione umana, con l'esigenza di ridefinire il ruolo di Fatur e Annarella e partendo dai materiali, poesie e monologhi, scritti da Fatur.
Nello spettacolo il brano Amandoti è cantato da Annarella Giudici nella sua versione originale. La canzone sarà poi cantata da Ferretti e inclusa nel disco Epica Etica Etnica Pathos del 1990 nella versione "Sedicente cover". Nel 1988 la Virgin ristampa l'intera discografia del gruppo, condensando nella raccolta Compagni, cittadini, fratelli, partigiani/Ortodossia II, i due EP del gruppo. Sempre nello stesso anno il gruppo pubblica il singolo Tomorrow (Voulez vous un rendez vous). La title track è la cover dell'omonimo brano della cantante Amanda Lear suonato in duetto con la stessa, che presta la sua voce anche all'altra traccia del disco, Inch'Allah - Ça va, canzone completamente in lingua francese.

### Il terzo e quarto album e lo scioglimento (1989-1990)

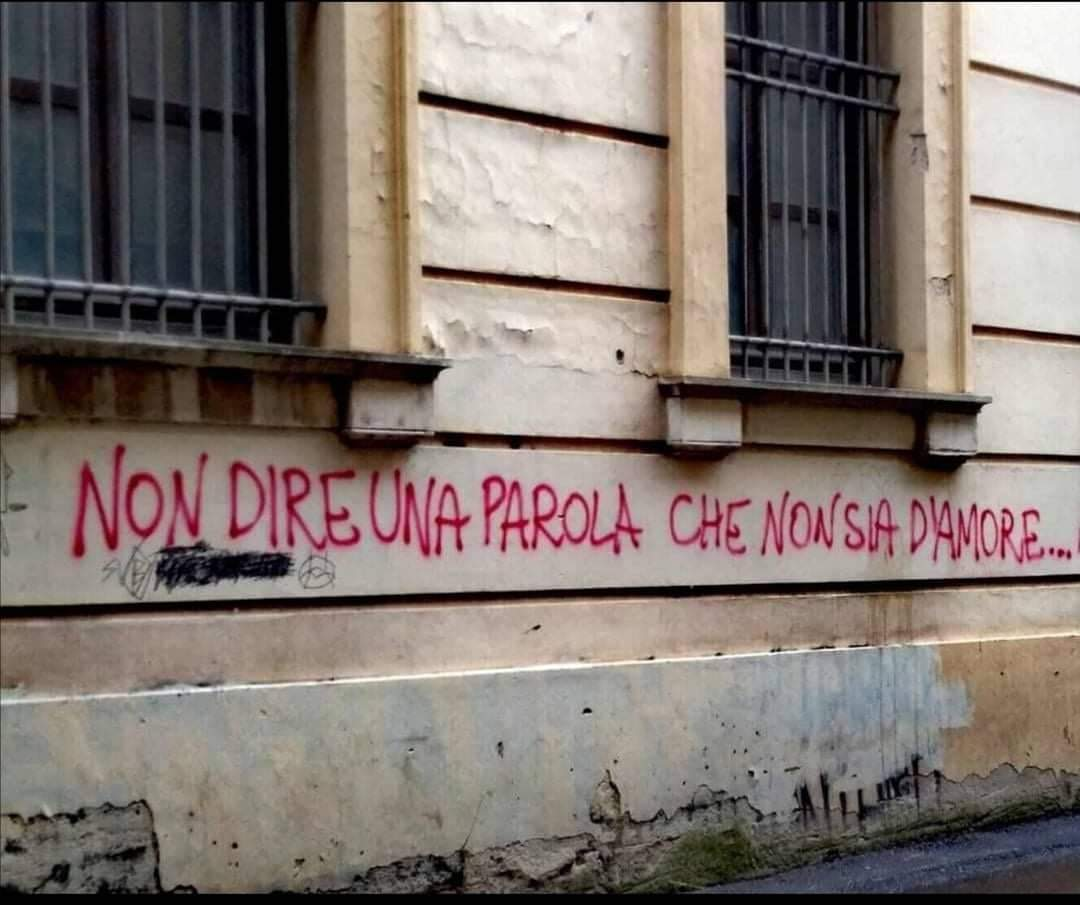
Una citazione della canzone "Annarella" scritta su un muro

Il terzo album, Canzoni preghiere danze del II millennio - Sezione Europa, segna una virata verso sonorità più elettroniche: le tastiere infatti ora predominano sulle chitarre (comunque molto presenti, curate da Mauro Patelli) e le sonorità dei pezzi sono sempre più orientaleggianti e tranquille rispetto ai furori degli esordi. La copertina del disco, a tema religioso, ritrae una Madonna col Bambino: la presenza nell'album della canzone Madre, dedicata alla figura di Maria, fa guadagnare al gruppo anche un'insolita recensione con intervista sulle pagine del settimanale Famiglia Cristiana.
Sempre nel 1989 i CCCP insieme ai fiorentini Litfiba e ai Rats vanno in tour in Unione Sovietica (Mosca e Leningrado). Nella capitale suonano in un palazzetto colmo di militari in divisa che si alzano in piedi quando al termine del concerto i CCCP suonano A Ja Ljublju SSSR, il cui riff di chitarra riprende l'inno sovietico.
(Giovanni Lindo Ferretti)
Nello stesso periodo le divergenze artistiche nei Litfiba tra il manager Alberto Pirelli e Gianni Maroccolo inducono quest'ultimo a lasciare il gruppo. Maroccolo, Francesco Magnelli e Ringo De Palma entrano quindi nei CCCP portandosi dietro il loro tecnico del suono, Giorgio Canali.
Il gruppo, ora composto da otto elementi, registra il quarto album in studio, Epica Etica Etnica Pathos, che data la nuova formazione rappresenta una transizione verso le sonorità del nuovo gruppo che nascerà nel 1992 dalle ceneri dei CCCP, il Consorzio Suonatori Indipendenti. Anche questo nome è un richiamo alla (ormai ex) Unione sovietica: diversi stati usciti dall'Unione, infatti, avevano dato vita alla Comunità degli Stati Indipendenti (CSI). Nell'album le canzoni più forti e che avranno più successo sono Annarella, Aghia Sophia e Maciste contro tutti. Successivamente la canzone Amandoti verrà interpretata in una cover da Gianna Nannini nel 2004.
(Rude Pravda)
I CCCP si sono sciolti il 3 ottobre 1990, lo stesso giorno della riunificazione tedesca.

### Dopo lo scioglimento
Nel 1992 una parte degli ex componenti dei CCCP (a eccezione di Annarella Giudici e Danilo Fatur) si ritrova in una nuova formazione sempre capeggiata da Giovanni Lindo Ferretti, che prende il nome di CSI, sigla che sta per Consorzio Suonatori Indipendenti, ma che rievoca il nome del nuovo assetto dell'ex Unione Sovietica, allora Comunità degli Stati Indipendenti. Nello stesso anno Danilo Fatur dà avvio a una propria carriera solista. Nel 1999 i CSI si sciolgono e una parte dei componenti ed ex CCCP, senza Massimo Zamboni, nel 2001 danno vita ai PGR, sigla che sta per Per Grazia Ricevuta.

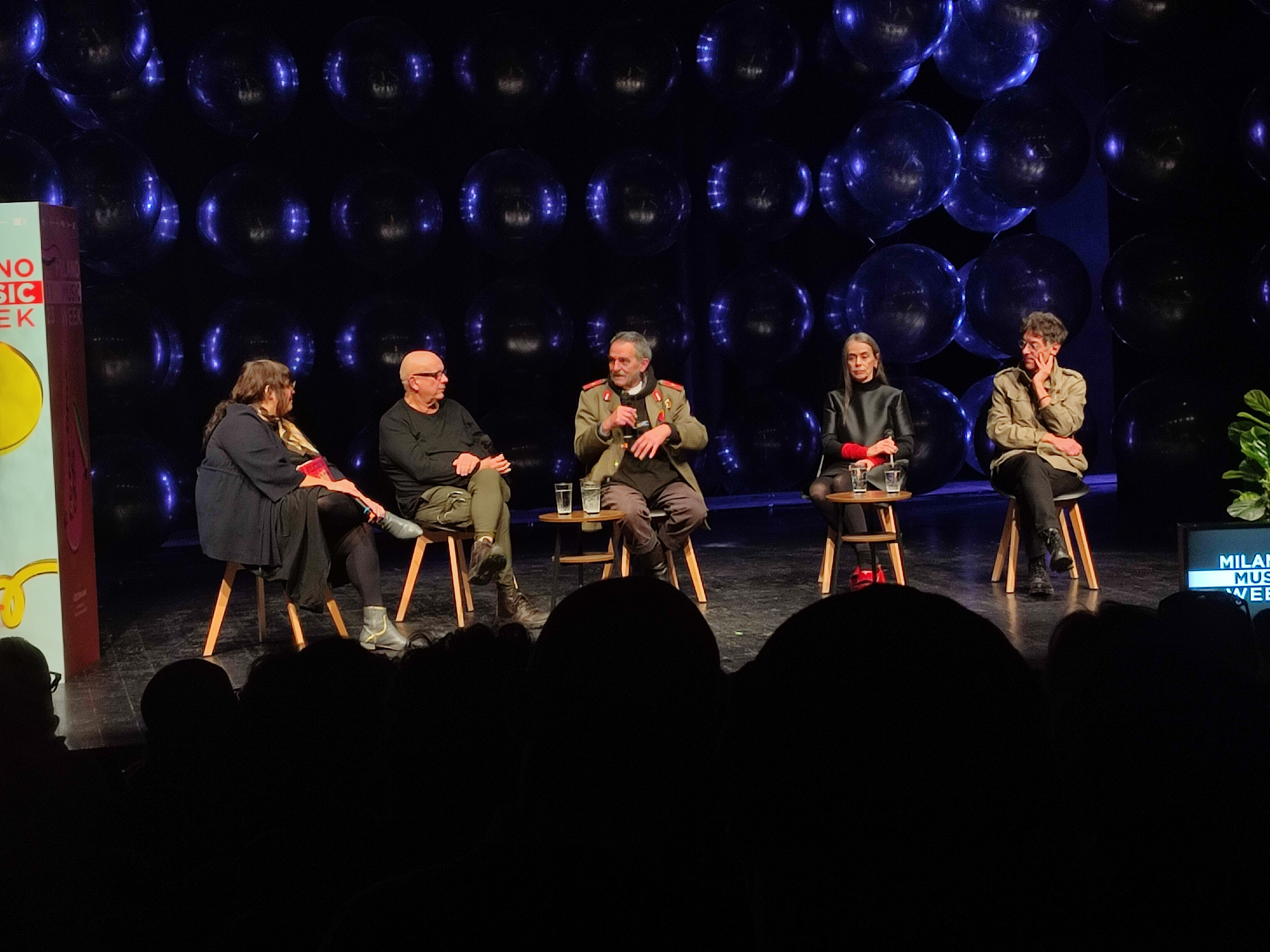
I CCCP - Fedeli alla linea a Milano nel 2023. Da destra: Zamboni, Giudici, Ferretti, Fatur

Nel 2012 una parziale riunione vede alcuni ex-componenti dei CCCP, capeggiati da Massimo Zamboni, tra cui Danilo Fatur e Giorgio Canali, cantare i brani del repertorio del gruppo punk emiliano il 29 agosto alla Festa Nazionale dell'Unità di Reggio Emilia, unitamente ad altri musicisti, tra cui la cantante Nada. L'evento viene documentato da Paolo Bonfanti e Massimo Corsini nel film 30 anni di ortodossia. Registrazione del concerto e film vengono in seguito pubblicati nell'album dal vivo in CD+DVD 30 anni di ortodossia - Reggio Emilia 29 agosto 2012 dalle etichette discografiche Calamari Union, UPR Records e Iperspazio. Dal 24 novembre 2012 l'evento viene ripetuto in un tour di sette concerti con sul palco Massimo Zamboni, Danilo Fatur, Giorgio Canali e Angela Baraldi.

### Riunione (2014, 2022-2024)
Il 4 maggio 2014 i componenti originali dei CCCP, cioè Giovanni Lindo Ferretti, Massimo Zamboni, Annarella Giudici e Danilo Fatur, si sono ritrovati a Reggio Emilia per rievocare la storia del gruppo e per presentare una mostra degli abiti di scena di Annarella Giudici, foto dei concerti e un libro fotografico contenente scritti di Ferretti e di altri loro amici, oltre alle scalette dei CCCP.
Nel 2022, in vista del quarantennale della nascita del gruppo, i quattro membri originali si sono nuovamente ritrovati per la partecipazione al documentario Kissing Gorbaciov e per la ripubblicazione del Libretto rozzo.
Dal 12 ottobre 2023 al 10 marzo 2024, nei Chiostri di San Pietro a Reggio Emilia, è esposta la mostra a loro dedicata Felicitazioni! Fedeli alla linea 1984–2024. La mostra è stata accompagnata da iniziative collaterali, tra cui diversi incontri e due spettacoli, il 21 e il 22 ottobre al Teatro Valli, in cui Ferretti, Zamboni, Giudici e Fatur hanno messo in scena un Gran Gala Punkettone. Il 24, 25 e 26 febbraio il gruppo si è esibito a Berlino, all'Astra Kultur Haus, registrando il tutto esaurito per ogni data ed è stato annunciato un tour estivo di quindici date nei maggiori festival italiani, ideato e prodotto da Luca Zannotti (per l'agenzia Musiche Metropolitane), che diventa manager della band. Il tour parte il 21 maggio da piazza Maggiore a Bologna.

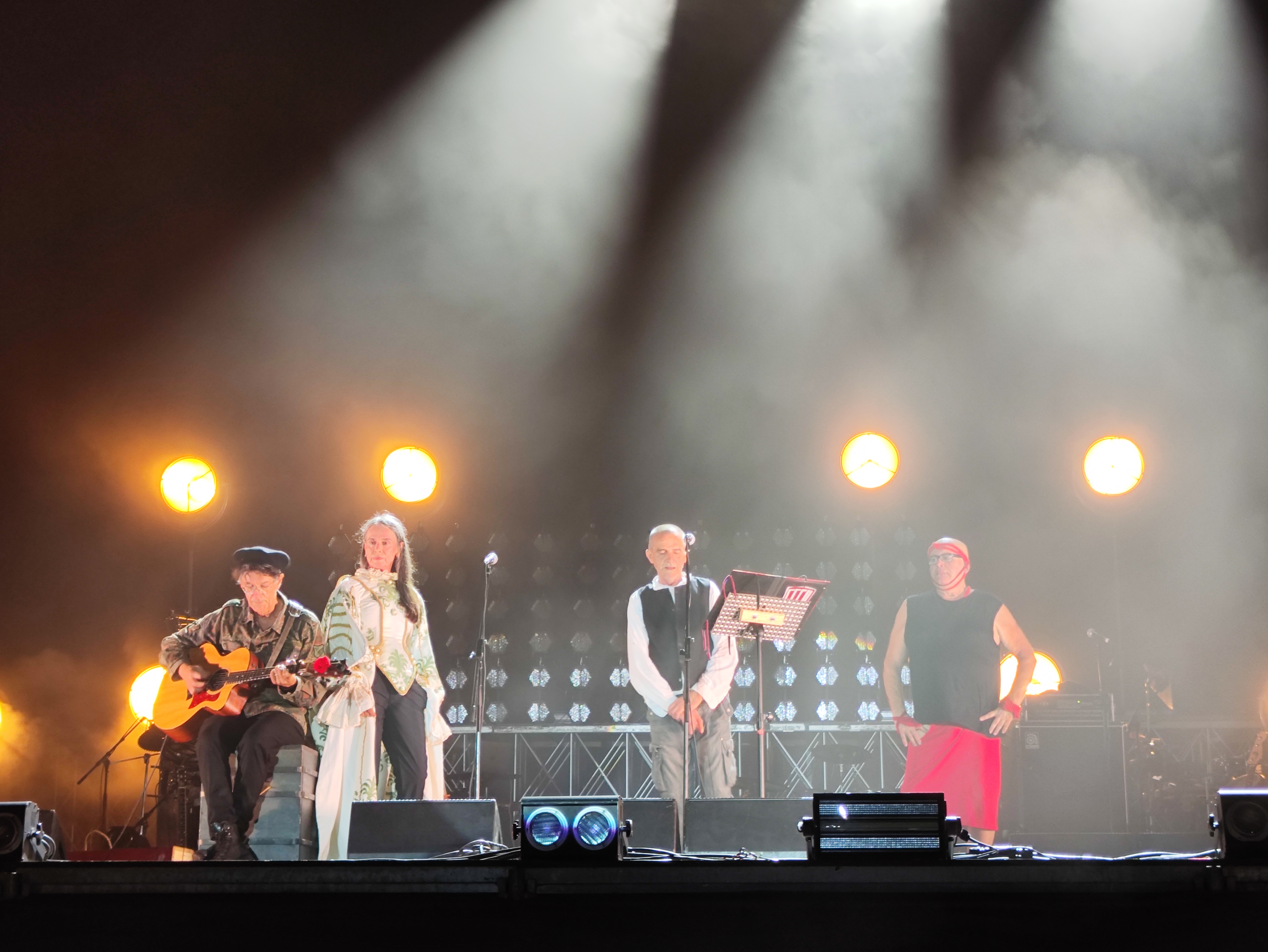
I CCCP nel tour live del 2024, il primo dopo lo scioglimento del 1990

## Logo
Il gruppo ha sempre usato dei loghi ispirati all'iconografia sovietica o a quelli di società famose (Coop Italia, FIAT, Coca-Cola):
- Il logo usato nei dischi Ortodossia, Ortodossia II e 1964-1985 Affinità-divergenze fra il compagno Togliatti e noi - Del conseguimento della maggiore età richiama l'Ordine della Bandiera rossa del lavoro.
- Il logo usato nei dischi Socialismo e barbarie, Canzoni preghiere danze del II millennio - Sezione Europa, Epica Etica Etnica Pathos è ispirato a un vecchio logo della FIAT (usato tra il 1959 e il 1965).
- Il logo usato nel retro di Ecco i miei gioielli è ispirato a quello della Coop Italia.
- Il logo usato in Enjoy CCCP è ispirato a quello della Coca-Cola e allo slogan Enjoy Coca-Cola utilizzato dalla società nello stesso anno (per il mercato italiano) in cui uscì l'album.

## Formazione

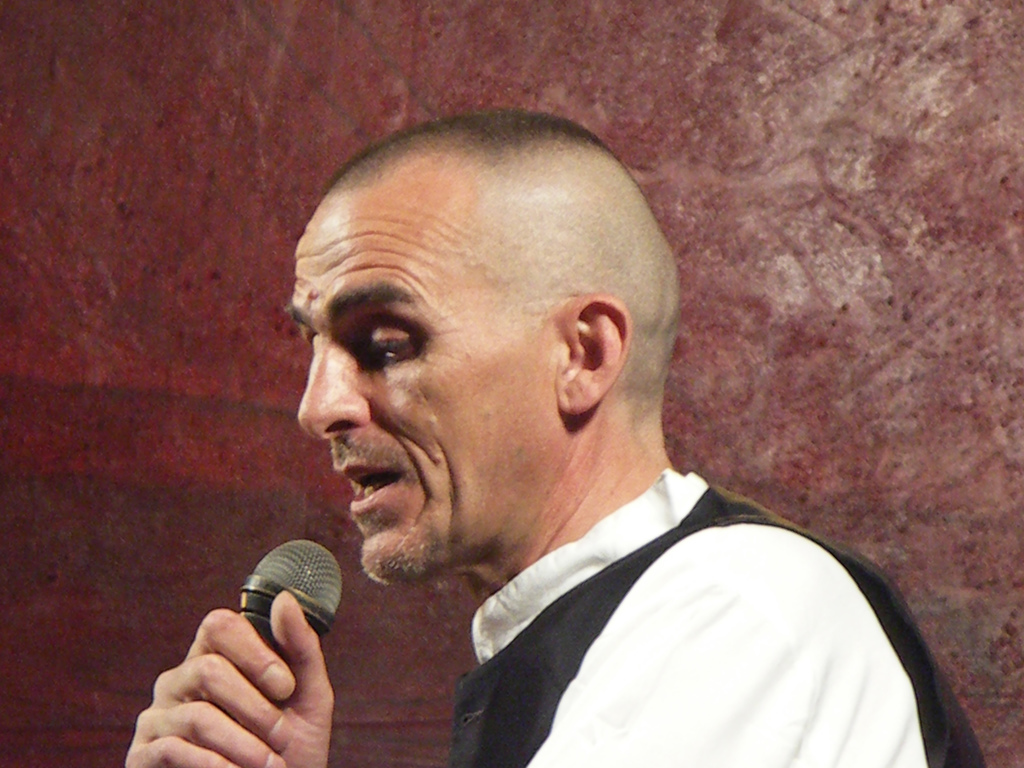
Giovanni Lindo Ferretti

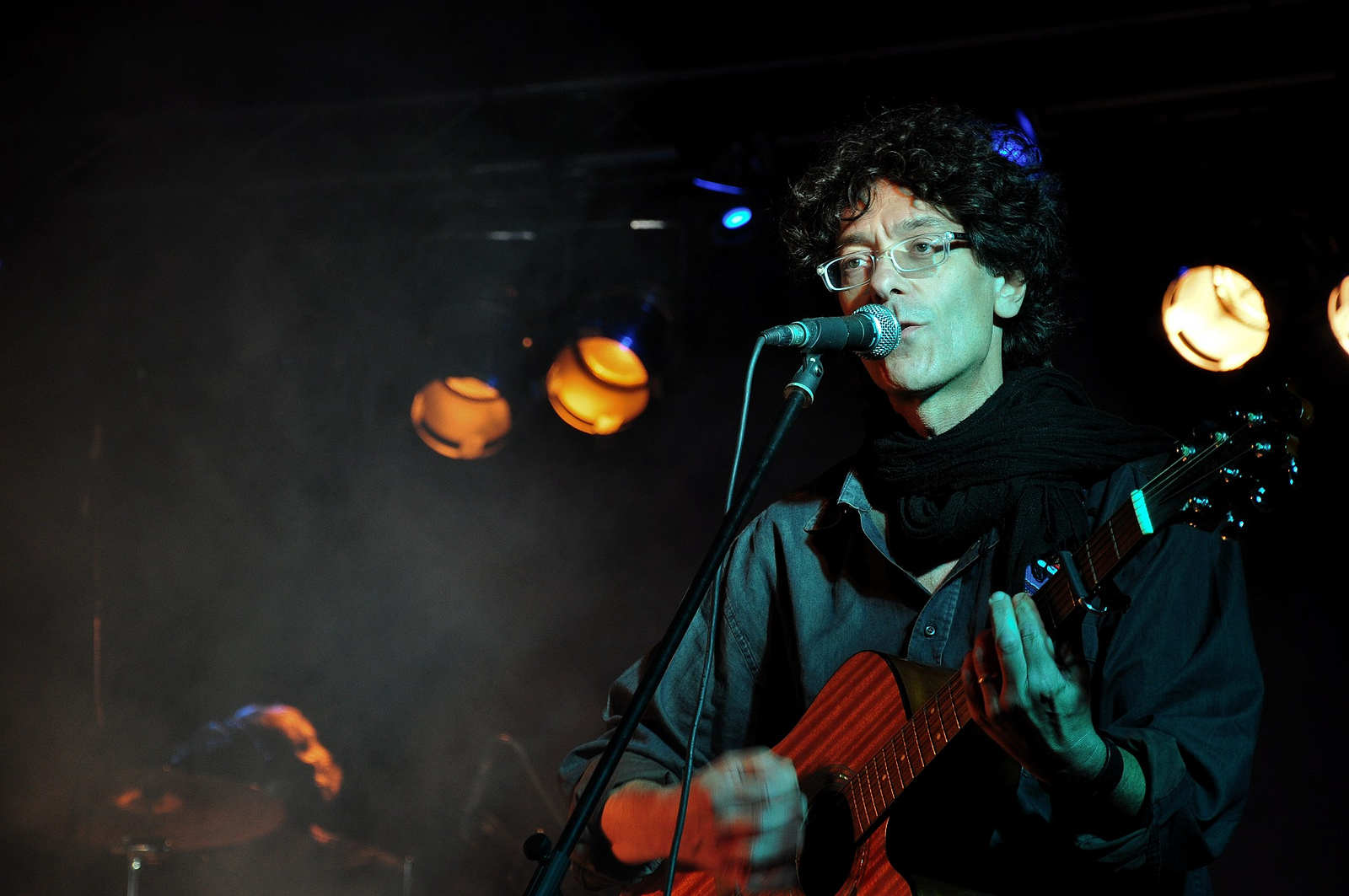
Massimo Zamboni

Danilo Fatur

### Gruppo

#### Ultima formazione
- Giovanni Lindo Ferretti – voce (1982-1990, 2023–presente)
- Massimo Zamboni – chitarra, basso (1982-1990, 2023–presente)
- Danilo Fatur – voce, cori, performance (1984-1990, 2023–presente)
- Annarella Giudici – voce, cori, performance (1984-1990, 2023–presente)

Turnisti
- Luca Rossi – basso (2023-presente) [35]
- Simone Filippi – batteria (2023-presente) [35]
- Simone Beneventi – percussioni, tastiere (2023-presente) [35]
- Gabriele Genta – percussioni (2023-presente) [35]
- Ezio Bonicelli – violino, chitarra ritmica (2023-presente) [35][36]

#### Ex componenti
- Umberto Negri – basso, cori, drum machine (1982-1986)
- Zeo Giudici – batteria (1982-1983)
- Mirka "il Capo" Morselli – batteria (1983)
- Silvia Bonvicini – voce, cori, tastiere, performance (1984-1985)
- Carlo Chiapparini – chitarra (1986-1989)
- Ignazio Orlando – basso, tastiere, drum machine (1986-1989)
- Gianni Maroccolo – basso (1990)
- Giorgio Canali – chitarra, programmazione (1990)
- Francesco Magnelli – tastiere (1990)
- Ringo De Palma – batteria (1990)

#### Ex Turnisti
- Stefano Nocetti – batteria (1983)
- Marco Bortesi – basso (1989-1990)[37]
- Luca Savazzi – tastiere (1989)[37]
- Stefano Dell'Amico – tastiere (1989-1990)[37]

## Discografia

### Album in studio
- 1986 – 1964-1985 Affinità-divergenze fra il compagno Togliatti e noi - Del conseguimento della maggiore età
- 1987 – Socialismo e barbarie
- 1989 – Canzoni preghiere danze del II millennio - Sezione Europa
- 1990 – Epica Etica Etnica Pathos

### Album dal vivo
- 1996 – Live in Punkow
- 2024 – Altro che Nuovo Nuovo (da un concerto del 1983, mai pubblicato in precedenza[4][38])
- 2025 – Gran Gala Punkettone

### Raccolte
- 1988 – Compagni, cittadini, fratelli, partigiani/Ortodossia II
- 1992 – Ecco i miei gioielli
- 1994 – Enjoy CCCP
- 2011 – The EMI Album Collection
- 2012 – Essential
- 2014 – Stati di agitazione - 30 anni di CCCP
- 2023 – Felicitazioni!

### EP
- 1985 – Ortodossia II
- 1985 – Compagni, cittadini, fratelli, partigiani

### Singoli
- 1984 – Ortodossia
- 1987 – Oh! Battagliero/Guerra e pace
- 1988 – Tomorrow (Voulez vous un rendez vous)/Inch'Allah - ça va (con Amanda Lear)
- 1990 – Ragazza emancipata/Tien An Men/Trafitto
- 1990 – Amandoti/Annarella

## Opere teatrali
- 1987-1988 – Allerghía. Atto unico di confusione umana

## Filmografia
- 1983 – Ahimè - Il congresso del mondo, regia di Benedetto Valdesalici e Claudio Oleari
- 1989 – Tempi moderni. CCCP - Fedeli alla linea, regia di Luca Gasparini - documentario
- 2023 – Kissing Gorbaciov, regia di Andrea Mariani e Luigi D'Alife [39]

## Videografia

### Videoclip
- 1988 – Tomorrow (voulez vous un rendez-vous) (con Amanda Lear)
- 1989 – Madre
- 1990 – Annarella

## Nei media
- Nella colonna sonora del film Paz!, ispirato alle opere del fumettista Andrea Pazienza, vengono inserite le canzoni Sono come tu mi vuoi e Io sto bene, quest'ultima ripresa sia nella versione originale che in una nuova versione incisa per l'occasione e a cui viene aggiunto un coretto femminile cantato durante il ritornello. Nel film vi è un cameo dello stesso Giovanni Lindo Ferretti.
- Nel film Come tu mi vuoi, diretto da Volfango De Biasi, è parte integrante della colonna sonora la canzone dei CCCP Sono come tu mi vuoi.
- Nel film Tutti giù per terra, con Valerio Mastrandrea, tutte le musiche della colonna sonora sono firmate dal Consorzio Suonatori Indipendenti, ex CCCP. Vi è una scena in cui tutti inscenano un esame universitario.
- Vasco Brondi (Le luci della centrale elettrica) rende omaggio al gruppo di Ferretti e Zamboni con il nostalgico ritornello de La gigantesca scritta Coop ("E i CCCP non ci sono più... da un bel po'").
- Nel film Le favolose di Roberta Torre si può sentire sui titoli di coda la canzone dei CCCP Annarella.
- Nel quarto episodio della serie We Are Who We Are di Luca Guadagnino è presente la canzone dei CCCP Emilia Paranoica.
- Il rapper Marracash cita il gruppo nel suo 64bars